# Lifespan
Lifespan és una pel·lícula de suspens neerlandesa de 1976 dirigida per Sandy Whitelaw i protagonitzada per Hiram Keller, Tina Aumont i Klaus Kinski.

## Argument
L'estatunidenc Dr. Ben Land viatja a Amsterdam per reunir-se amb el Dr. Linden, un expert en envelliment que suposadament està a prop d'un avenç. Malauradament, el Dr. Linden és trobat penjat i Ben només es queda amb pistes desconcertants. Intima amb l'Anna, que treballava com a model fetitxista per al metge. En una escena extensa i controvertida, els dos es dediquen al bondage lleuger Kinbaku d'Anna, el primer exemple de bondage d'aquest tipus als mitjans de comunicació convencionals. Més tard, Ben descobreix que l'Anna sap més del que hauria sobre el misteriós "home suís", Nicholas Ulrich.

## Repartiment
- Hiram Keller - Dr. Ben Land
- Tina Aumont - Anna
- Klaus Kinski - Nicholas Ulrich
- Adrian Brine - Dr. Winston
- Rudi Falkenhagen - Inspector de policia
- Rudolf Lucieer - Periodista
- Sacco van der Made - Alimentador d'animals
- Paul Melton - Periodista
- Helen van Meurs - Psiquiatra
- Onno Molenkamp - Director
- Frans Mulder - Pim Henke
- Lydia Polak - Lydia
- Fons Rademakers - Prof. van Arp
- Joan Remmelts - metge de família
- Dick Scheffer - oficial del ministeri de ciència
- Eric Schneider - Linden
- André van den Heuvel - Felix Dolda
- Albert Van Doorn - Emile van der Lutte